# NME’s Cool List
Die NME’s Cool List war eine jährliche Auflistung populärer Musiker, die von der wöchentlich erscheinenden britischen Musikzeitschrift New Musical Express (NME) zusammengestellt wurde. Die Liste wurde jedes Jahr im November von den Autoren und Journalisten des Magazins erstellt und basierte auf den 50 Musikern und Musikerinnen, die sie für die „coolsten“ hielten. Jedes Jahr wurde die Liste vom NME in einer eigenen Ausgabe des Magazins und auf der offiziellen Website bekannt gegeben – die „Cool List“-Ausgabe stieß auf starke Nachfrage. Die Liste wurde erstmals 2002 veröffentlicht, um jene Musikschaffende „at the forefront of the music scene“ (deutsch: „an der Spitze der Musikszene“) hervorzuheben. Jack White, der Leadsänger der amerikanischen Rockband The White Stripes, führte die erste Umfrage an. Seitdem wurde die Liste acht weitere Male veröffentlicht: Von 2003 bis 2011 wurde sie mit Ausnahme von 2009 jährlich zusammengestellt. Musiker wie Justin Timberlake, Pete Doherty und Laura Marling führten nachfolgende Listen an. Die letzte Künstlerin an der Spitze der NMEs Cool List war die amerikanische Rapperin Azealia Banks im Jahr 2011.